# Парватамма Раджкумар
Парватамма Раджкумар (канн. ಪಾರ್ವತಮ್ಮ ರಾಜ್‌ಕುಮಾರ್; 6 декабря 1939, Нанджангуд, — 31 мая 2017, Бангалор) — индийский кинопродюсер, занимавшаяся производством фильмов на языке каннада. Супруга популярного актёра кино на каннада Раджкумара, мать актёров Шивы и Пунита Раджкумаров. Выпущенные ею фильмы, принесли ей Национальную кинопремию, 4 Filmfare Awards South и 4 Karnataka State Film Awards.

## Биография
Парватамма родилась 6 декабря 1939 в городе Нанджангуд или деревне Салиграма (оба ныне в округе Майсур, Карнатака). Была второй из восьми детей в семье учителя музыки Аппаджи Говда и его жены Лакшаммы. Трое из её братьев: С. А. Чинни Говда, С. А. Говиндрадж и С. А. Шринивас, впоследствии стали продюсерами.
Сразу после её рождения её отец дал обещание своему другу выдать дочь замуж за его сына.
Согласно её воспоминаниям, Парватамма хорошо училась, однако бросила школу в 13 лет, когда её будущая свекровь настояла на срочной свадьбе с Раджкумаром. Пара поженилась 25 июня 1953 года в Ранаппа Чаултри в Нанджангуде. Через год Раджкумар получил свою первую главную роль в фильме Bedara Kannappa, после чего семья перебралась в Мадрас.
После девяти лет брака, 12 июля 1962, Парватамма родила первого ребёнка, сына Шиву. Затем в семье появились дочери Лакшми и Пурнима и сыновья Рагхавендра и Лохит (Пунит). В 1972 году она с мужем и детьми переехала в Бангалор, где они стали жить вместе с другими родственниками.
Парватамма постоянно сопровождала мужа на съёмках и репетициях в театре и взяла на себя все материальные вопросы, позволив ему полностью сосредоточится на исполнении ролей. Когда в начале 1970-х годов продюсеры стали жаловаться, что они теряют деньги на фильмах с участием Раджкумара, и он начал подумывать о том, чтобы оставить кино, она решила сама заняться кинопроизводством. Парватамма основала собственную продюсерскую компанию, первым фильмом которой стал Trimurthi. Во время работы над фильмом она занималась практически всем от финансовых вопросов до кастинга и подбора костюмов. Вышедший в 1975 году, фильм стал хитом. Но её положение в киноиндустрии утвердилось только в 1978 году, после успеха Shankar Guru, от которого ранее отказалось четыре продюсера.
В следующие годы под руководством Парватаммы вышло 87 фильмов. Среди них Halu Jenu (1982), Kavirathna Kalidasa (1983), Jeevana Chaitra (1992) и Akasmika (1993) с её мужем Раджкумаром; Anand (1986), «Ом» (1995) и Janumada Jodi (1996) с её сыном Шивой; Nanjundi Kalyana (1989) с сыном Рагхавендой; Appu (2002), Hudugaru (2011) и «Принц» (2017) с сыном Пунитом. В её фильмах дебютировали такие актрисы как Судха Рани, Ану Прабхакар, Рамья и Ракшита.
18 мая 2017 года Парватама, у которой некоторое время назад был диагностирован рак груди, была доставлена в M.S. Ramaiah Hospital из-за проблем с почками и дыханием и подключена к аппарату искусственной вентиляции лёгких. В среду, 31 мая 2017 года, она перенесла сердечный приступ и скончалась в 4:40 утра.

## Награды
- 1985 — Национальная кинопремия за лучший фильм на каннада — Bettada Hoovu[8]

Filmfare Awards South
- 1985 — Лучший фильм на каннада — Bettada Hoovu
- 1986 — Лучший фильм на каннада — Bhagyada Lakshmi Baramma
- 1996 — Лучший фильм на каннада — Janumada Jodi
- 2010 — Лучший фильм на каннада — «Джеки»[9]

Karnataka State Film Awards
- 1982 — Лучший фильм — Haalu Jenu
- 1992 — Лучший фильм — Jeevana Chaitra
- 1999 — Особый фильм о социальным значением — Shabdavedhi
- 2007 — Премия за пожизненные достижения[10]